# Ronpetersonita
La ronpetersonita és un mineral de la classe dels sulfats que pertany al grup de la scheelita. Rep el nom en honor al professor emèrit Dr. Ronald C. Peterson, de la Universitat de Queen, per les seves importants contribucions a la mineralogia de Mart, entre d'altres.

## Característiques
La ronpetersonita és un wolframat de fórmula química BaWO₄. Va ser aprovada com a espècie vàlida per l'Associació Mineralògica Internacional en el mes d'agost de l'any 2023, i publicada l'any següent. Cristal·litza en el sistema tetragonal. És l'anàleg amb bari de la stolzita i de la scheelita.
L'exemplar que va servir per a determinar l'espècie, el que es coneix com a material tipus, es troba conservat a les col·leccions mineralògiques del departament d'història natural del Museu Reial d'Ontario, a Ontario (Canadà), amb el número de catàleg: M60450.

## Formació i jaciments
Va ser descoberta al Gun claim, uns 5 quilòmetres al sud-est dels llacs Itsi, dins el districte miner del llac Watson (Yukon, Canadà). Aquest indret és l'únic a tot el planeta on ha estat descrita aquesta espècie mineral.